# Processa edulis
Processa edulis är en kräftdjursart som först beskrevs av Risso 1816.  Processa edulis ingår i släktet Processa och familjen Processidae. Arten har ej påträffats i Sverige. Inga underarter finns listade i Catalogue of Life.